# کولوو
کولوو (به آلمانی: Kollow) یک شهر در آلمان است که در هرتسوگتوم لاونبورگ واقع شده‌است.
 کولوو  ۶۵۱ نفر جمعیت دارد.